# Guêpier à collier bleu
Merops variegatus
Espèce
Statut de conservation UICN

 LC  : Préoccupation mineure
Le Guêpier à collier bleu (Merops variegatus) est une espèce d'oiseaux de la famille des Meropidae.
Cet oiseau vit en Afrique centrale.